# Eesti Raudtee
Az Eesti Raudtee (magyarul: Észt Vasút, vagy Észt Vasutak), röviden EVR Észtország nemzeti vasúttársasága. 691 kilométernyi, széles nyomtávolságú (1520 mm) vasúthálózattal rendelkezik az országban, beleértve az Elron ingázóvonatok 192 km-nyi hálózatát Tallinn körül. Az Eesti Raudtee teherszállítással foglalkozik belföldön, valamint Oroszország és Lettország felé. Egyetlen részvényese az észt állam. 2009 óta az infrastruktúra üzemeltetője az EVR Infra.
A vállalat vezérigazgatója és az igazgatótanács elnöke 2021. március 1-tól Kaido Zimmermann.

## Története
Az állami tulajdonú céget Észtország függetlenné válása után alapították, 1992. január 1-jén, az ország nemzeti vasúttársaságaként. 2001. augusztus 31-én a kormány a részvények 66%-át eladta a Balti Vasutaknak, melynek tulajdonosa részben az amerikai Railroad Development Corporation.
A 2003-as választás után az új kormány módosított a szabad hozzáféréssel kapcsolatos szabályokon és korlátozta a pályadíj maximális mértékét, innentől a vasúttársaság kevésbé volt fenntartható. 2007 januárjában az állam visszavásárolta a vasutat. 2009-ben a cégnek két új, teljes tulajdonú leányvállalata alakult: az EVR Infra, amely a vasúti infrastruktúra fenntartásáért felel, és az EVR Cargo, amely átvette az anyacégtől a teherszállítást. 2012-ben a teherszállító AS EVR Cargo különvált az Eesti Raudtee-től, az EVR Infrát pedig átnevezték Eesti Raudtee-re. Az EVR Cargo 2018-tól Operail néven működik.

## Járművek

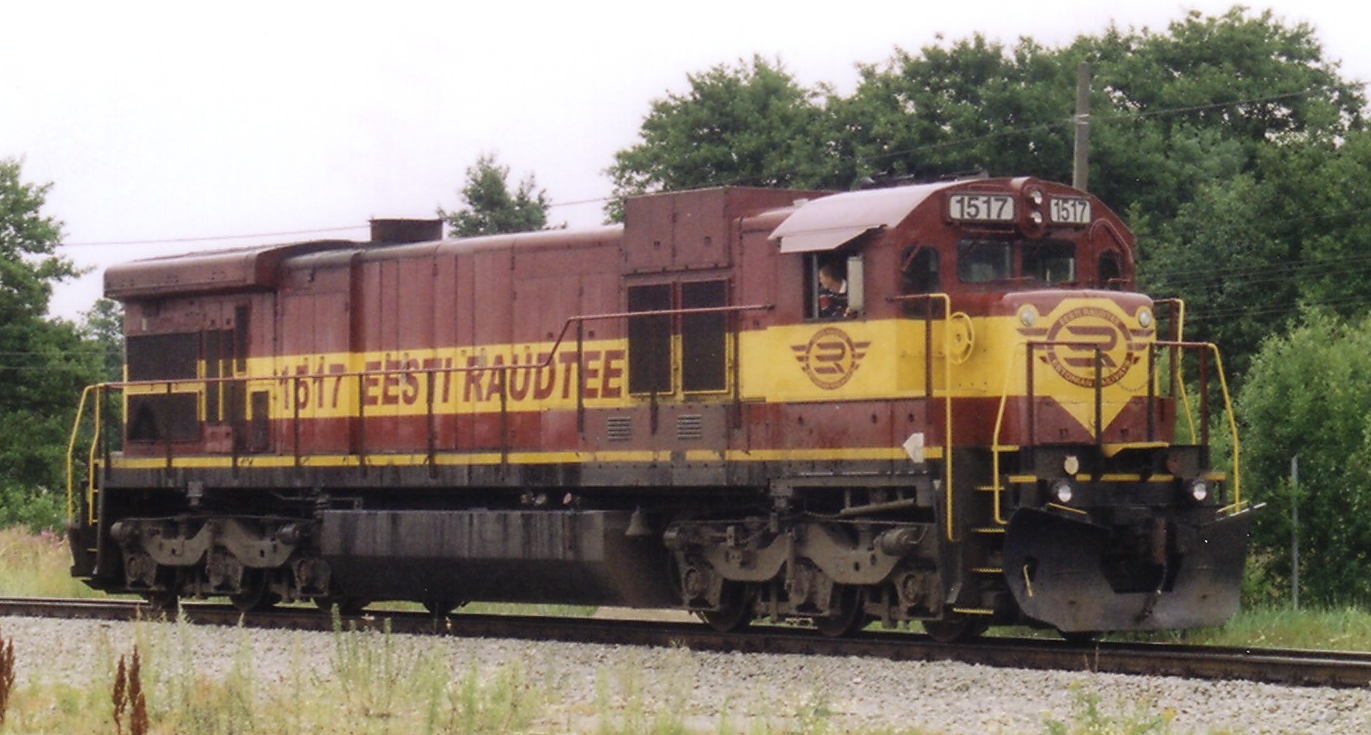
Az 1517 pályaszámú GE C36-7i mozdony

- 11 CSME3 tolatómozdony[9]
- 4 TEM TMH mozdony[9]
- 53 GE C36-7i mozdony[9]
- 2 DF7G-E tolatómozdony[9][10]

## Fordítás
- Ez a szócikk részben vagy egészben  az   Eesti Raudtee című angol Wikipédia-szócikk ezen változatának fordításán alapul.  Az eredeti cikk szerkesztőit annak laptörténete sorolja fel. Ez a jelzés csupán a megfogalmazás eredetét és a szerzői jogokat jelzi, nem szolgál a cikkben szereplő információk forrásmegjelöléseként.